# Cultura degli Stati Uniti d'America

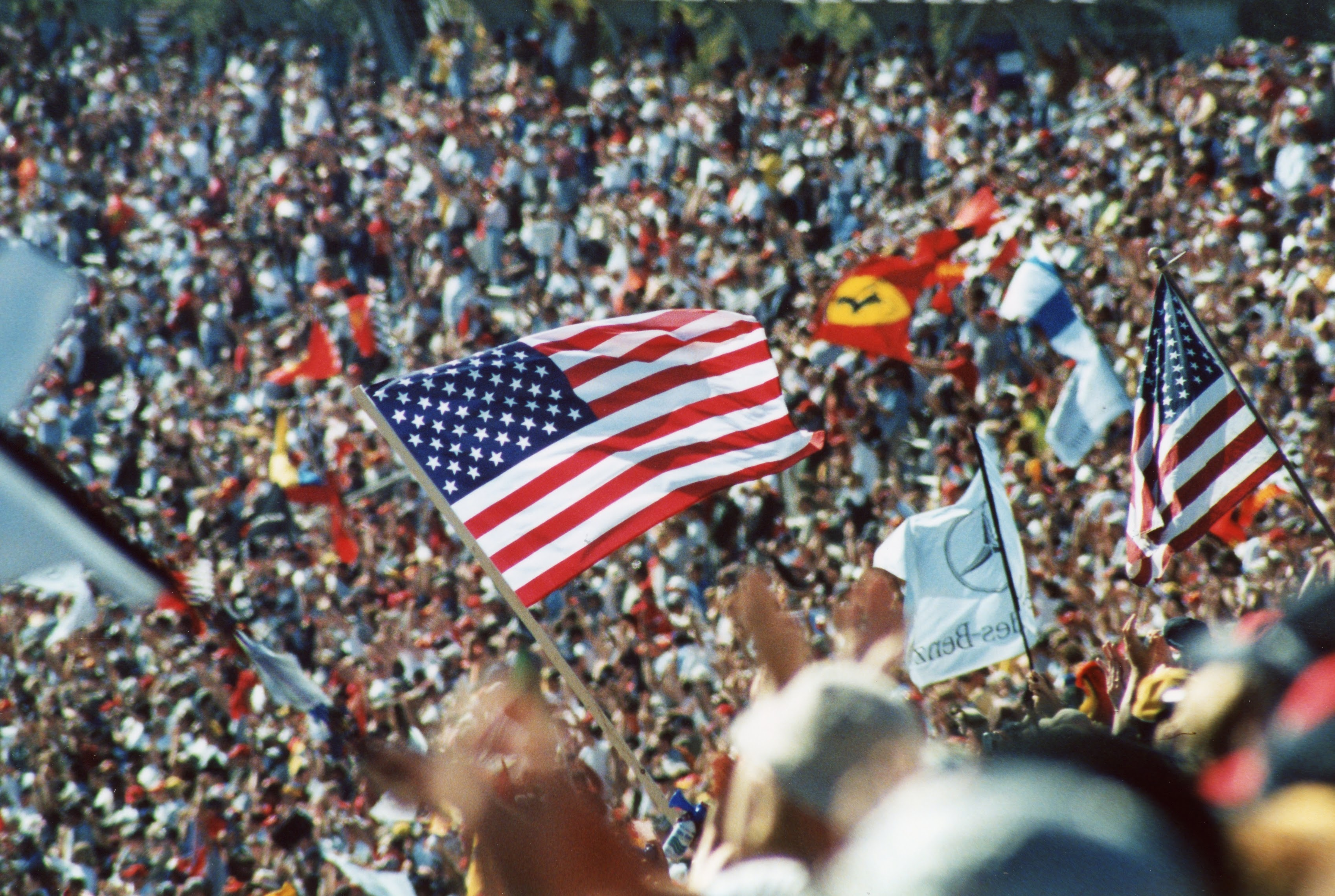
La bandiera statunitense sventolata tra la folla, uno dei simboli della cultura degli Stati Uniti d'America

La cultura degli Stati Uniti d'America rappresenta l'insieme di modi, usanze, costumi e tradizioni del popolo statunitense. Si tratta di una cultura in prevalenza di stampo occidentale, in primis di derivazione anglosassone, ma che, in virtù della multietnicità, ha subito nel tempo notevoli influenze da parte di tradizioni, usi e costumi dei popoli originari, colonizzati o immigrati ovvero nativi americani, europei, africani, asiatici, polinesiani e delle culture dell'America Latina (ispanici e caraibici), dando vita a un diffuso e forte multiculturalismo. 
Di fatto gli Stati Uniti d'America hanno proprie caratteristiche sociali e culturali uniche, come dialetto, musica, arti, abitudini sociali, cucina e folklore, pur essendo un paese connotato da forti diversità etniche e razziali, quale risultato delle migrazioni su larga scala da molti diversi paesi nel corso della sua storia, così come diversi sono i tassi di natalità e di mortalità tra nativi, coloni e immigrati.: la sua formazione socio-culturale è iniziata infatti oltre 10.000 anni fa, con la migrazione di Paleo-Indiani dall'Asia, così come dall'Oceania e dall'Europa, nella regione oggi nota col termine di Stati Uniti contigui.
Nel corso del XX secolo tale cultura ha assunto un peso via via dominante sul resto del mondo industrializzato, al punto da far assurgere gli Stati Uniti al rango di "superpotenza culturale": l'influenza degli Stati Uniti su scala planetaria è tale che buona parte della cultura di massa espressa in Occidente dalla seconda metà del XX secolo in poi può essere ricondotta a quella statunitense e, più in generale, a quella anglosassone, si pensi ad esempio all'influsso della lingua inglese, alla cultura hippy e punk, al cinema hollywoodiano, alla musica pop e rock e hip hop, alla tecnologia elettronica moderna, con marchi come Apple, Microsoft, Meta e Google al fumetto (da Topolino ai Supereroi della Marvel), al mondo dei videogiochi (Xbox), ai fast food (McDonald's, Burger King, Subway), agli sport statunitensi (pallacanestro, baseball, football americano, wrestling) e ai marchi sportivi e non divenuti status symbol come la più popolare Nike, e meno popolari come Champion, Reebok, The North Face, Levi's, Calvin Klein, Tommy Hilfiger.

## Storia

Dichiarazione di indipendenza americana

Le prime influenze principali europee provenivano dai colonizzatori inglesi, scozzesi, gallesi e irlandesi dell'America coloniale durante il dominio britannico. La cultura britannica ha avuto un'influenza formativa per effetto dei legami coloniali con la madrepatria, che diffusero la lingua inglese, del sistema giuridico e delle altre eredità culturali. Altre importanti influenze erano quelle provenienti da altre parti d'Europa, in particolare Germania, Francia e Italia.
Svolsero un ruolo importante, inoltre, elementi originali, come la democrazia secondo Thomas Jefferson. Notes on the State of Virginia di Thomas Jefferson è stata forse la prima autorevole critica culturale nazionale elaborata da un americano e un pezzo reazionario al consenso europeo prevalente che l'originalità nazionale dell'America era degenerata. Le idee prevalenti e gli ideali che si sono sviluppati a livello nazionale, come le festività nazionali, gli sport solo americani, la tradizione militare e le innovazioni nelle arti, nell'intrattenimento e nella tecnologia danno un forte senso di orgoglio nazionale ai cittadini statunitensi.
Si è spesso usato l'acronimo WASP (White Anglo-Saxon-Protestant) per indicare una tipologia specifica di americano, senza errori: bianco, anglosassone, protestante, non senza intenti dispregiativi verso gli altri gruppi etnici, provenienti da Irlanda, Svezia, Germania, Paesi Bassi, Francia e Italia.

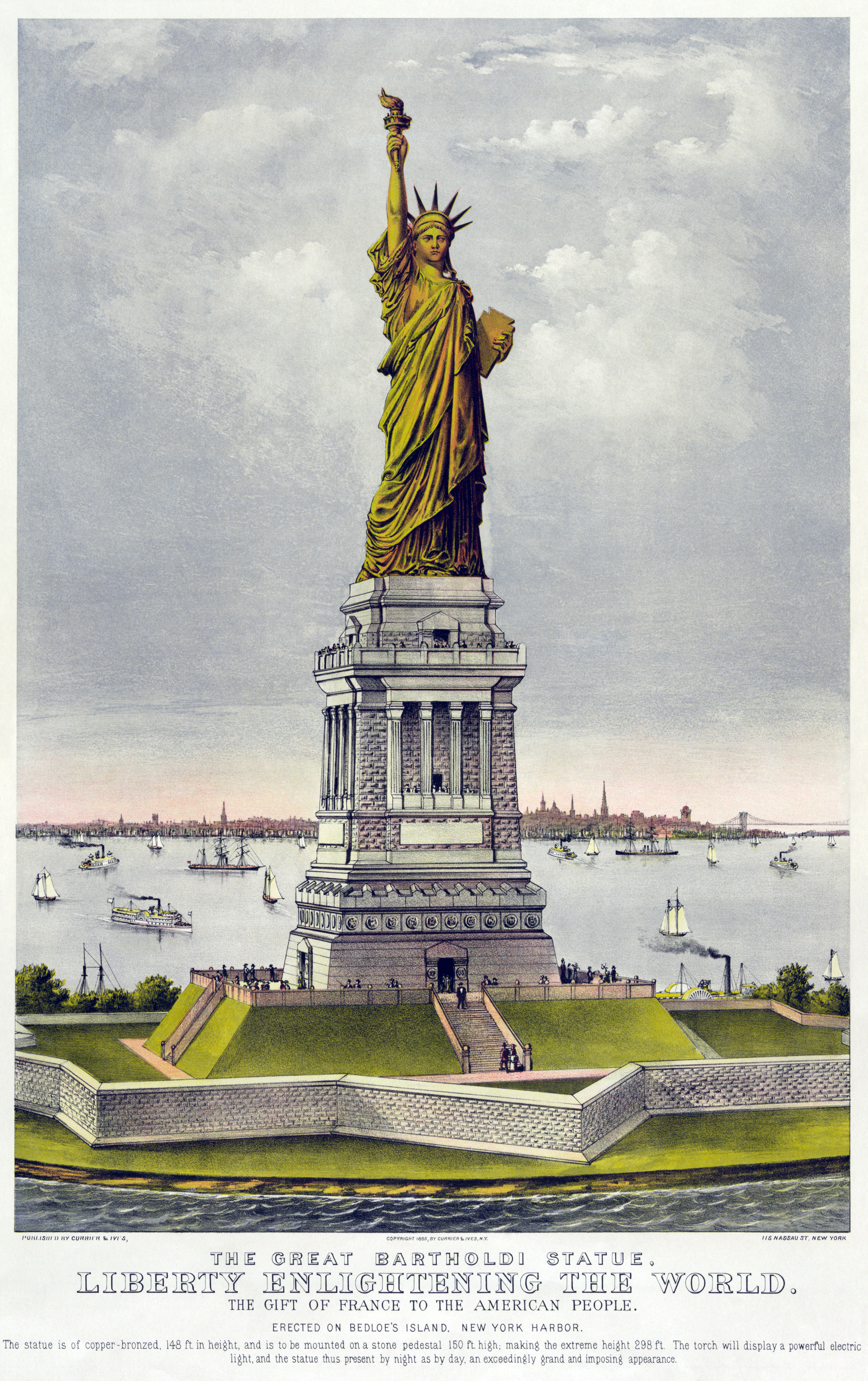
Libertà che illumina il mondo, simbolo del liberalismo e del liberismo della civiltà americana (stampa a opera della ditta Currier and Ives)

Basti pensare al fatto che della cultura nel senso più ampio fanno parte gli usi alimentari, e che questi ultimi dovettero essere adattati, da parte dei coloni di origine nordeuropea, ai prodotti disponibili sul nuovo territorio in cui man mano s'insediavano. Inoltre, non si può non tener conto dell'importanza delle cosiddette captive narratives nella genesi della letteratura e più in generale della cultura degli Stati Uniti: in queste storie si raccontavano le esperienze di bianchi catturati e tenuti prigionieri dai nativi americani. Tra le più famose, quella della principessa Pocahontas.
Un altro importante fattore nell'evoluzione della cultura statunitense è quello religioso. Molti dei coloni di provenienza inglese e tedesca si recavano in America per fondare comunità nelle quali professare liberamente il loro credo religioso. È il caso dei puritani, una chiesa di matrice calvinista fondamentalista, che s'insediò nel Massachusetts; ma anche dei quaccheri (anche detti amish o mennoniti), che fondarono la Pennsylvania. L'identità culturale delle colonie inglesi che diventeranno alla fine del XVIII secolo gli Stati Uniti si distingue anche per questo aspetto da quella dalla madrepatria.
Al momento della Rivoluzione americana (1775) la nuova nazione si pone il problema di avere una propria cultura distinta da quella dell'Inghilterra, che fino ad allora aveva governato quei territori. È per esempio in questo momento che si smette di bere tè (secondo la tradizione britannica) e la bevanda nazionale diviene il caffè. Ma il tentativo di creare un'identità culturale americana del tutto distaccata dalle radici europee è di dubbio successo, fino a un altro tentativo, stavolta però in grande stile e assai più efficace, presente nell'intera opera del filosofo e scrittore Ralph Waldo Emerson, considerato il padre fondatore della cultura americana. Emerson, con il saggio "Lo studioso americano" scrive quella che è stata considerata "la dichiarazione di indipendenza intellettuale americana".

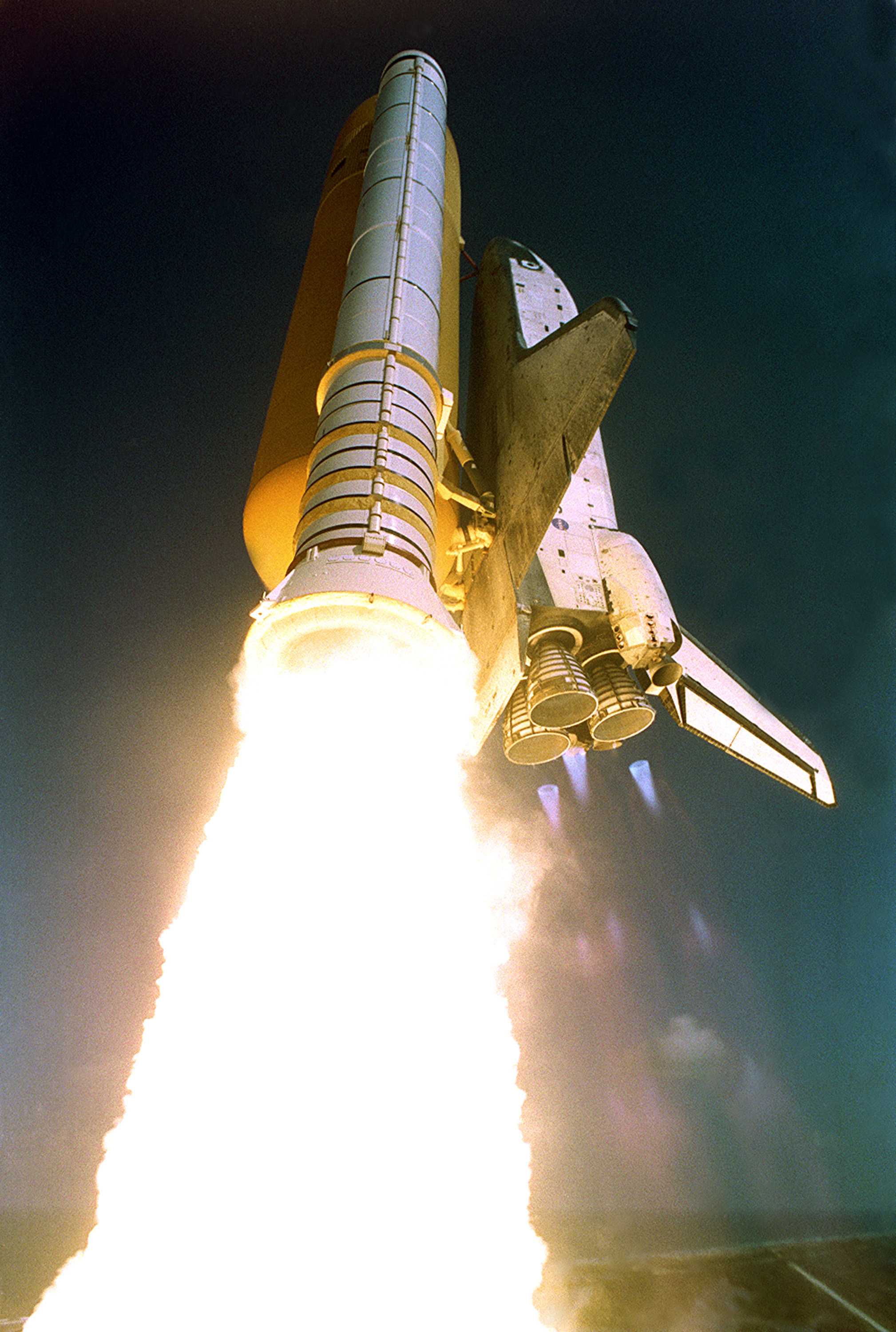
Decollo dello Space Shuttle

In seguito, a partire dalla seconda metà del XIX secolo si sono fatti sentire gli apporti di altre culture, a seconda dei flussi migratori che si sono succeduti: hanno contribuito l'Irlanda, l'Italia, l'Europa orientale (soprattutto a seguito della forte immigrazione ebraica da Polonia, Ucraina, Bielorussia, ecc.) e la Grecia. Nel frattempo si è sviluppata in territorio statunitense, tra mille contraddizioni e lacerazioni, una cultura afro-americana, legata alla peculiare e travagliata storia degli americani discendenti degli schiavi (ma anche di quella minoranza di africani immigrati nel corso di secoli volontariamente negli Stati Uniti). Una delle realizzazioni più rappresentative di questa cultura è il jazz, il più grande e innovativo contributo statunitense nel campo musicale. E in modo ancor più faticoso e drammatico, comincia a uscire dall'isolamento la cultura dei nativi americani, ridotti allo 0,8% della popolazione e confinati nelle riserve dove però hanno la possibilità di professare la loro religione e continuare a vivere secondo le proprie tradizioni.
L'immigrazione dal Messico e dagli altri paesi latino-americani ispanofoni, quella cinese e quella giapponese contribuiscono a far sì che la cultura americana assuma (non senza resistenze e incomprensioni) anche caratteri non-europei. La più recente ondata immigratoria è quella proveniente dai paesi islamici, che ancora non si può dire abbia segnato la cultura statunitense nel suo complesso (per quanto l'islam si sia diffuso già a partire dagli anni trenta tra gli afro-americani).

## Descrizione

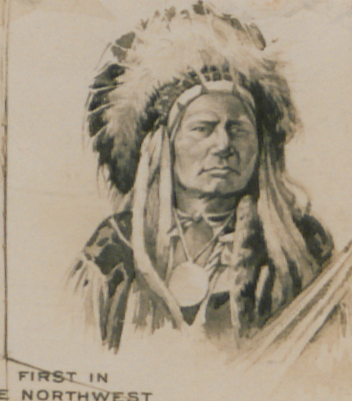
Ritratto di un nativo americano

La cultura americana comprende sia elementi conservatori che liberali, la competitività scientifica e religiosa, strutture politiche, assunzione di rischi e libertà di espressione, cultura materialista ed elementi morali. Nonostante alcuni principi ideologici coerenti (ad esempio, l'individualismo, l'egualitarismo e la fede nella libertà e nella democrazia), la cultura americana ha una varietà di espressioni a causa dell'ampiezza geografica e della diversità demografica. La flessibilità della cultura degli Stati Uniti e la sua natura altamente simbolica hanno portato alcuni ricercatori a catalogare la cultura americana come un'identità mitica;; altri la vedono come espressione di un eccezionalismo americano. Uno dei miti americani è quello del self made man, appartenente al sogno americano, ovvero l'uomo che, come i padri pellegrini, partendo dal basso, da solo e per meriti propri, raggiunge il successo, la ricchezza e la celebrità, accompagnato dal celebre patriottismo.
Essa comprende anche gli elementi che si sono evoluti da indigeni americani, e di altre culture-etniche; più visibile la cultura degli afroamericani, le culture dell'America Latina e le culture americane asiatiche. Molti elementi culturali americani, soprattutto dalla cultura di massa, si sono diffusi in tutto il mondo attraverso i moderni mass media sviluppatisi nel XX secolo.

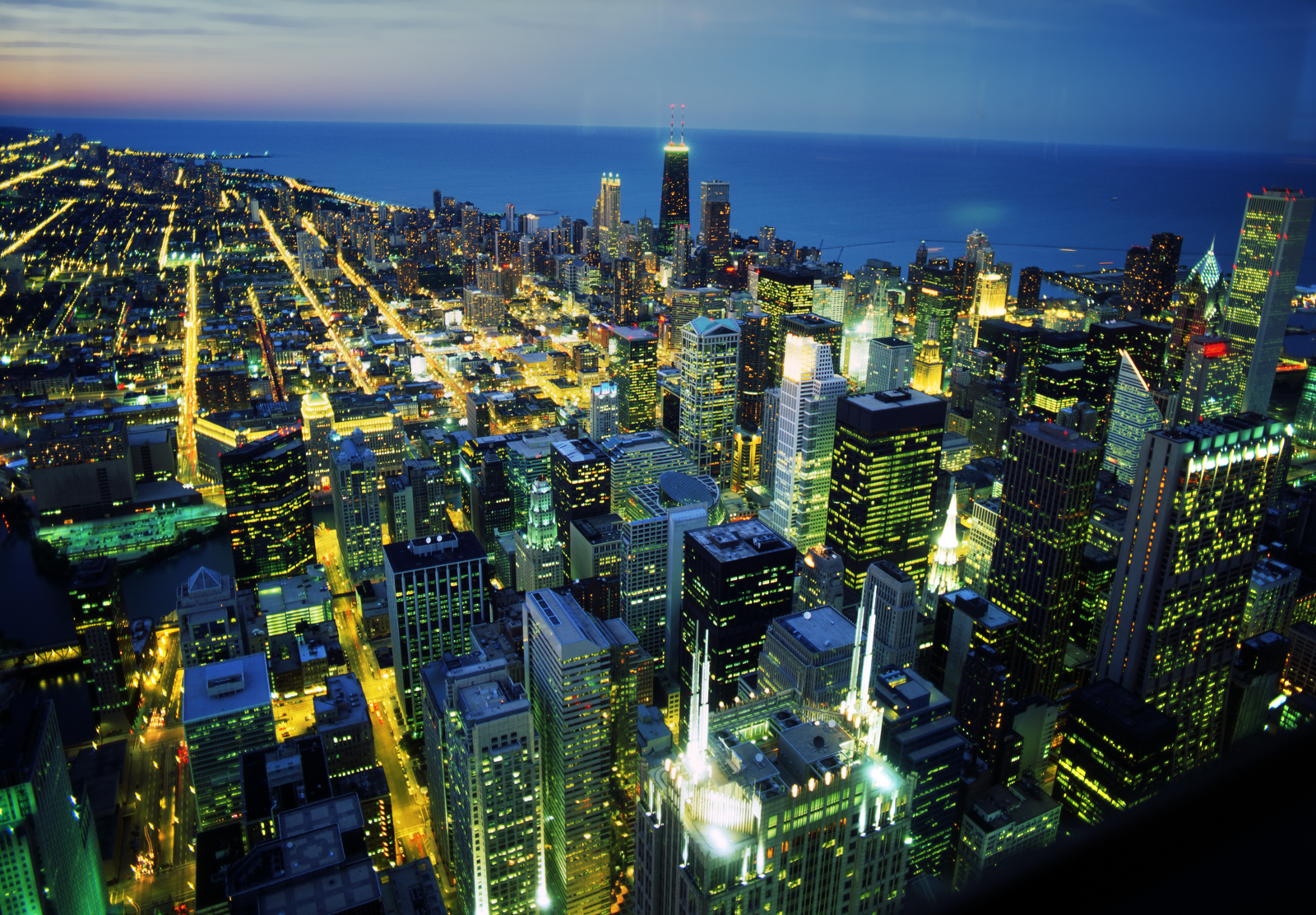
Grattacieli a Chicago

Gli Stati Uniti sono considerati per tradizione un melting pot (un "crogiolo"), ma, a partire dal 1960, il Paese si protende verso la diversità culturale, il pluralismo e l'immagine di una salad bowl — espressione americana che indica gruppi di etnie e culture diverse perfettamente integrati, come gli ingredienti di un'insalata. A causa della portata della cultura americana, ci sono molte sottoculture sociali integrate, ma uniche negli Stati Uniti. Le affiliazioni culturali che un individuo negli Stati Uniti può avere di solito dipendono dalla classe sociale, dall'orientamento politico, e da una moltitudine di caratteristiche demografiche, come il contesto religioso, l'occupazione lavorativa, e l'appartenenza a un gruppo etno-religioso.

### Americana
Un aspetto tipico della cultura statunitense consiste nel fenomeno dell'Americana, termine che si riferisce all'insieme di oggetti e artefatti, naturali o creati dall'uomo, legati al retaggio, alla storia, alla geografia e al folclore degli Stati Uniti d'America e che ne caratterizzano il patrimonio culturale. Sotto l'etichetta di Americana cadono prodotti artistici o oggetti comuni, come stampe, dipinti, targhe automobilistiche, insegne, armi o bandiere. A definire questi oggetti come parte dell'Americana giocano un ruolo importante il patriottismo e la nostalgia: gli artefatti non devono necessariamente essere vecchi, ma in essi va individuato un profondo legame con il territorio statunitense. Il termine è utilizzato anche per descrivere gli studi sulla cultura americana, specie se in contrapposizione con quella di altri paesi.
Il genere musicale dell'americana è detto tale perché incorpora elementi tipici e caratteristici della musica statunitense, come il rock, il country, il folk, il blues, il jazz, il roots rock, il punk rock, il soul, il gospel, il pop, il rythm and blues.

### Lingua

In blu scuro gli Stati in cui l'inglese è lingua ufficiale; in blu chiaro quelli in cui l'inglese è una delle due lingue ufficiali; gli altri Stati non hanno lingue ufficiali

Anche se gli Stati Uniti non hanno lingua ufficiale a livello federale, 28 Stati hanno approvato leggi che rendono l'inglese la lingua ufficiale; sempre l'inglese è considerato la lingua nazionale de facto. Secondo l'US Census del 2000, oltre il 97% degli americani (circa 300 milioni di persone) può parlare bene l'inglese, e per il 81% è l'unica lingua parlata a casa. Più di 300 lingue oltre all'inglese hanno dei madrelingua negli Stati Uniti — alcune delle quali sono parlate dalle popolazioni indigene (circa 150 lingue viventi) e altre importate da immigrati.
Lo spagnolo ha lo status ufficiale nel Commonwealth di Porto Rico e nello Stato del Nuovo Messico; Lo spagnolo è la lingua primaria parlata a Porto Rico e varie enclavi linguistiche più piccole. Secondo il censimento del 2000, ci sono quasi 30 milioni di madrelingua spagnola negli Stati Uniti. Parlanti bilingue possono utilizzare sia l'inglese che lo spagnolo abbastanza bene, ma ricorrono alla commutazione di codice (ovvero parlano in una delle due lingue) in base alla persona con cui dialogano o al contesto. Alcuni si riferiscono a questo fenomeno con l'espressione Spanglish.

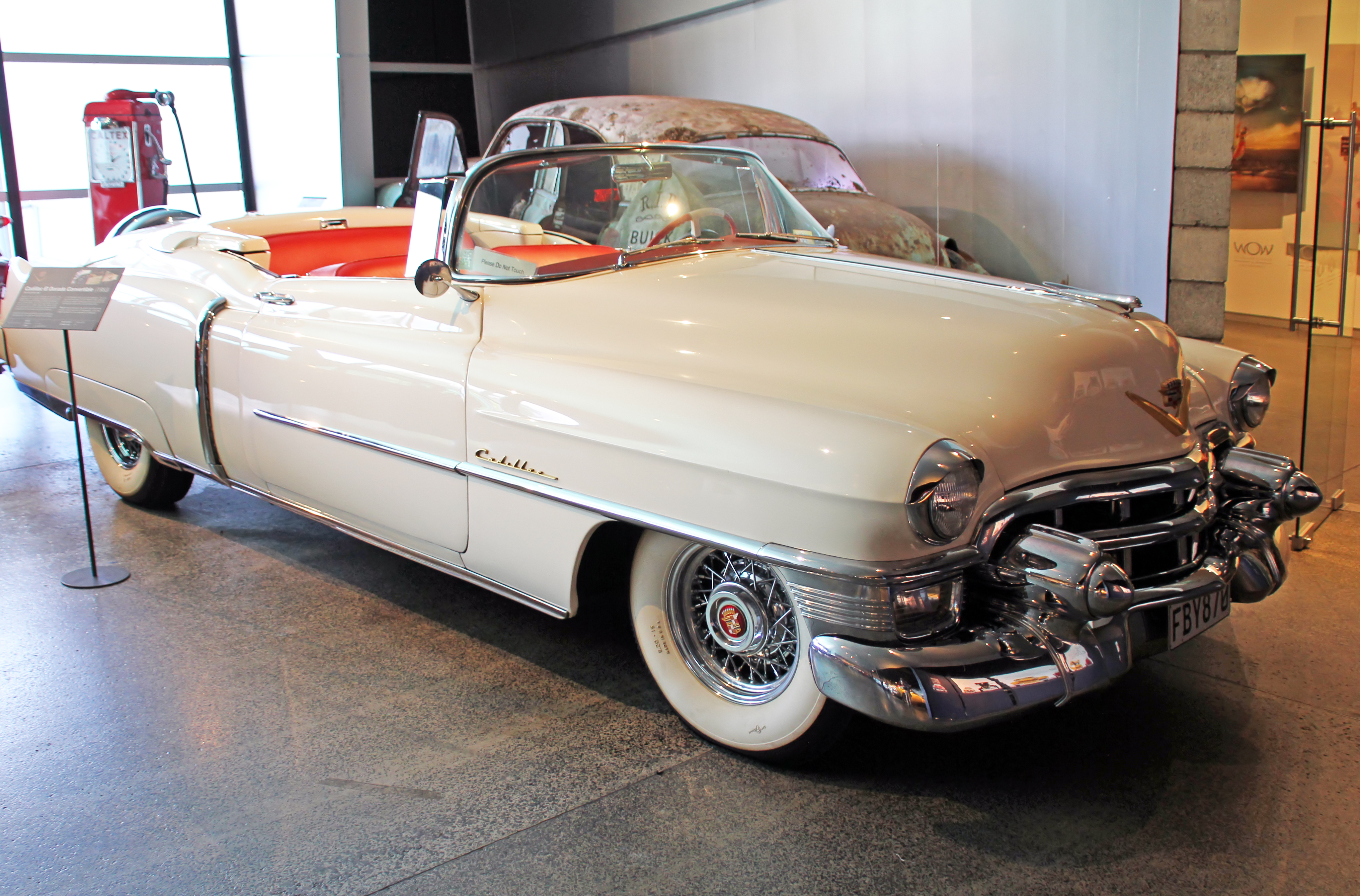
Una Cadillac

Le lingue indigene degli Stati Uniti comprendono le lingue dei nativi americani, che si parlano in numerose riserve indiane del Paese e durante manifestazioni culturali dei nativi americani; l'hawaiano, che ha status ufficiale nello Stato delle Hawaii; il chamorro, che ha status ufficiale nelle repubbliche di Guam e Isole Marianne Settentrionali; il caroliniano, che ha status ufficiale nel Commonwealth delle Isole Marianne Settentrionali; e il samoano, che ha lo status ufficiale nel Commonwealth delle Samoa americane. La lingua dei segni americana, utilizzato principalmente dai sordi, è anch'essa nativa del paese.
Il dialetto nazionale è conosciuto come l'inglese americano, che si compone di numerosi dialetti regionali, ma ha alcune caratteristiche unificanti condivise che lo distinguono da altre varietà nazionali di inglese. Ci sono quattro grandi regioni dialettali negli Stati Uniti: il Nord, la Midland, il Sud e le diverse regioni più piccole dialettali come quelle di New York e Boston. Un dialetto standard chiamato General American'' (analogo per certi aspetti alla pronuncia altrove nel mondo di lingua inglese), privo di caratteristiche dialettali regionali, sussiste accanto alla lingua principale.
Secondo i dati del censimento del 2000, l'italiano è la settima lingua più parlata negli USA, con oltre un milione di parlanti.

### Istruzione

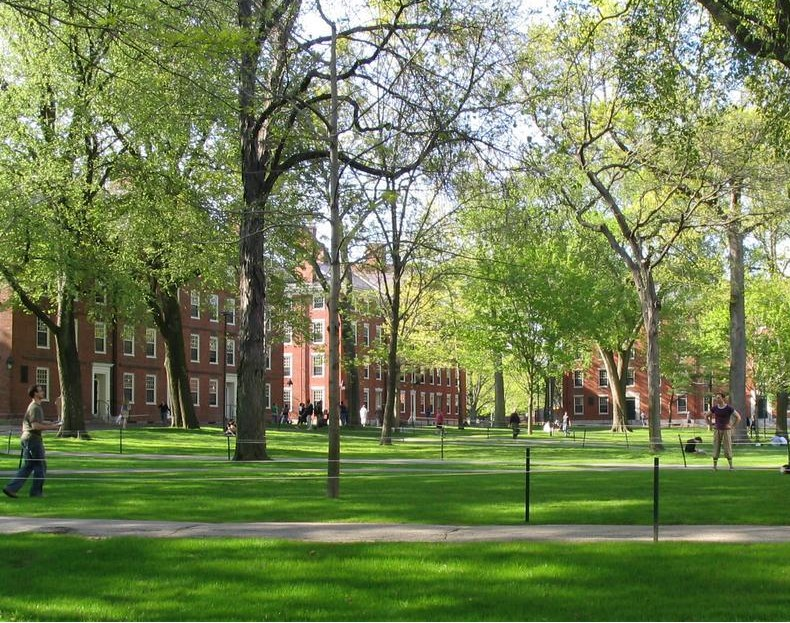
L'Harvard University

L'istruzione negli Stati Uniti è ed è stata storicamente fornita principalmente dal governo, con il controllo e i finanziamenti provenienti da tre livelli: federale, statale e locale. La frequenza scolastica è obbligatoria e quasi universale ai livelli scolastici elementari e superiori (spesso conosciuti al di fuori degli Stati Uniti in quanto i livelli primario e secondario).
Gli studenti hanno la possibilità di essere istruiti nelle scuole pubbliche, in quelle private o tramite dei tutor a casa. Nella maggior parte delle scuole pubbliche e private, l'educazione è divisa in tre livelli: scuola elementare (elementary school), scuola media (middle school) e scuole superiori (high school).
Il sistema scolastico americano è gestito dal settore pubblico ed è obbligatorio fino ai 18 anni (16 in alcuni Stati). Negli Stati Uniti sono presenti le scuole più costose del mondo per quanto riguarda l'università, sia che si parli di scuole pubbliche, sia che ci si riferisca alle scuole private: le tasse annuali di iscrizione si aggirano intorno ai 20,000 $ per le scuole pubbliche, mentre arrivano e spesso possono superare i 60,000$ per quanto riguarda le università private. Fino al liceo la scuola è del tutto gratis, compresi i libri e l'iscrizione.
Nel 2000, vi erano 76,6 milioni di studenti iscritti nelle scuole dall'asilo fino alle scuole di specializzazione. Tra la popolazione adulta del Paese, oltre l'85 per cento ha completato la scuola superiore e il 27 per cento ha ricevuto un diploma di laurea o superiore. Il Centro nazionale per la statistica scolastica degli USA indica che nel 2016 le donne avevano conseguito la maggioranza delle lauree (57%) e dei dottorati (52%).

### Politica

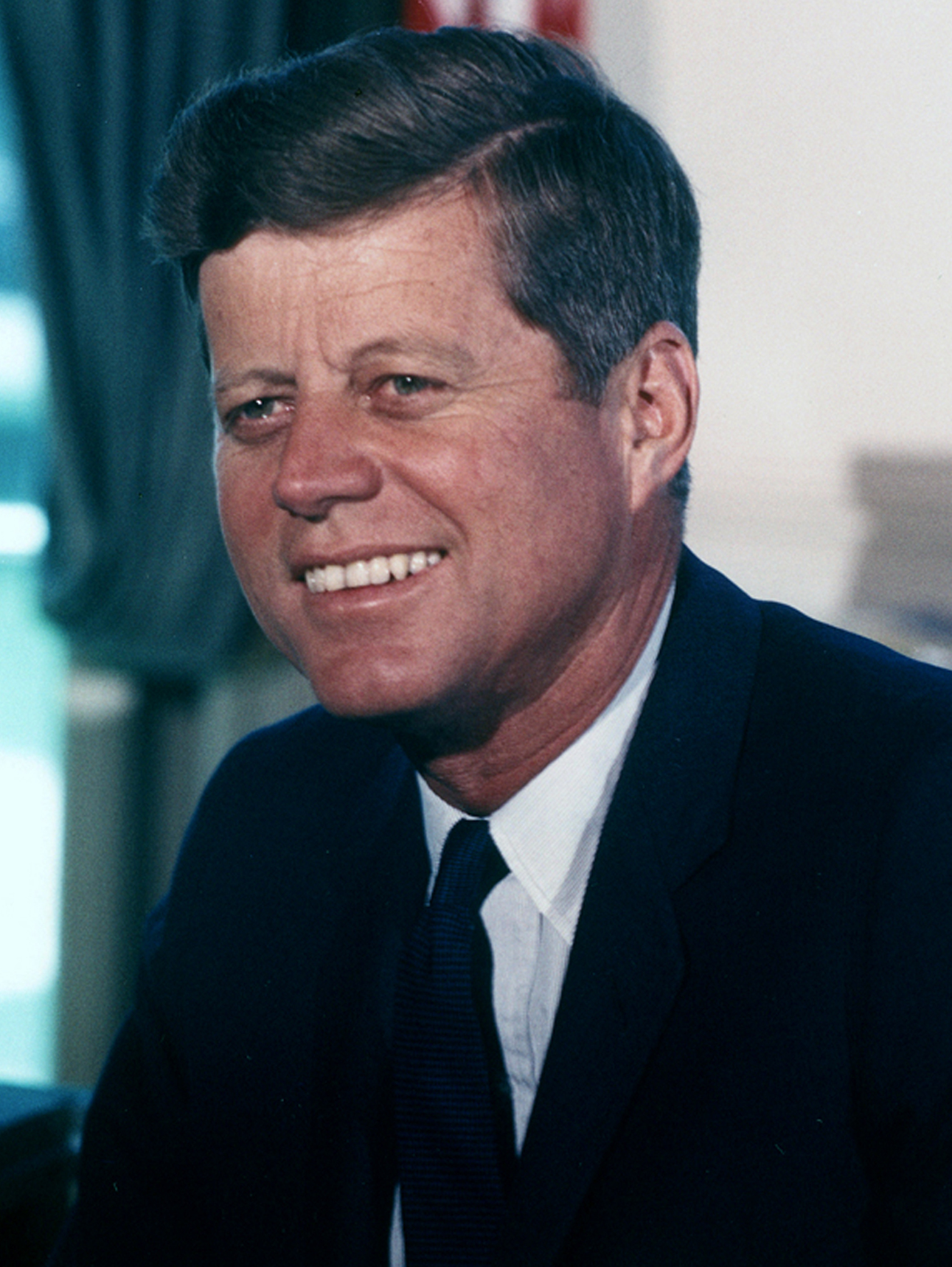
John F. Kennedy

Numerosi i presidenti e i politici che hanno segnato la storia americana ed entrati nell'immaginario collettivo nazionale ed estero, si ricordano George Washington, Abraham Lincoln, Thomas Jefferson, Benjamin Franklin, Dwight Eisenhower, Franklin Delano Roosevelt, Gerald Ford, John Fitzgerald Kennedy, Robert Kennedy, Henry Kissinger, Lyndon B. Johnson, Richard Nixon, Jimmy Carter, Ronald Reagan, George Bush, Bill Clinton, George W. Bush, Barack Obama, Donald Trump, Joe Biden.

### Religione
In conseguenza della forte multietnicità della società americana sono presenti diverse religioni e confessioni di fede. Tra tutte prevalgono la chiesa cristiana con le sue varie confessioni (cattolicesimo, ortodossi, anglicanesimo, protestantesimo), quella ebraica e la religione musulmana.

### Scienza e tecnologia

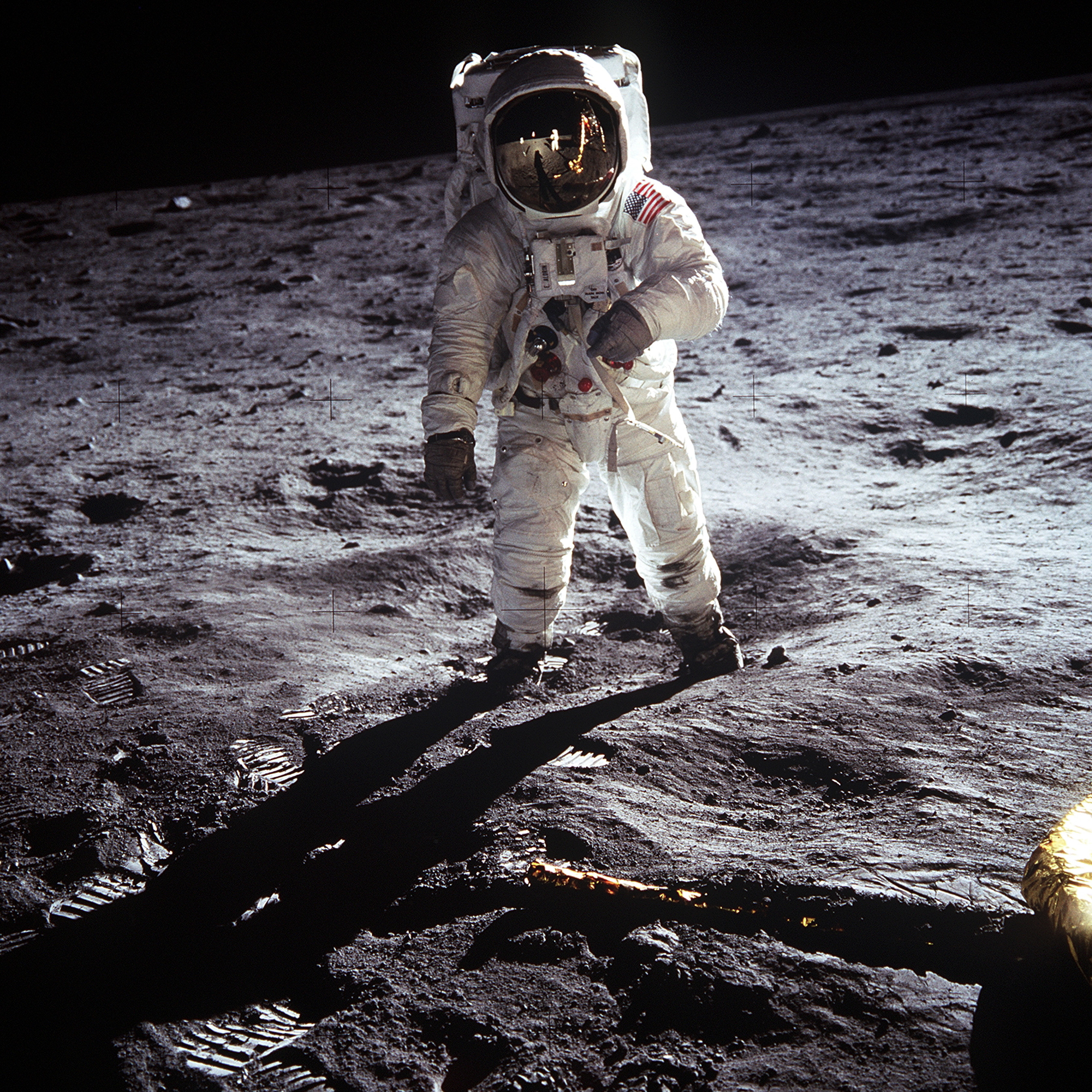
Buzz Aldrin sulla Luna, 1969

C'è un occhio di riguardo per il progresso scientifico e l'innovazione tecnologica nella cultura americana, con conseguente flusso di molte innovazioni moderne. I grandi inventori americani casalinghi includono Robert Fulton (battello a vapore); Samuel Morse (il telegrafo); Eli Whitney (la sgranatrice di cotone, con parti intercambiabili); Cyrus McCormick (il mietitore); e Thomas Edison (con più di mille invenzioni accreditate al suo nome). La maggior parte delle innovazioni tecnologiche oltre il XX secolo e il XXI secolo sono state sia inventate negli Stati Uniti e/o prima ampiamente adottate dagli americani. Gli esempi includono la lampadina, l'aereo, il transistor, la bomba atomica, l'energia nucleare, la televisione, il computer, l'iPod, i videogiochi e lo shopping online, così come lo sviluppo di Internet. Molte di queste invenzioni si svilupparono in corso di guerra fredda e diedero vita alla terza rivoluzione industriale.
Questa propensione per l'applicazione delle idee scientifiche continuò per tutto il XX secolo, con le innovazioni che tenevano forti benefici internazionali. Il XX secolo ha visto l'arrivo dell'era spaziale, l'era dell'informazione e una rinascita delle scienze della salute. Ciò culminò in pietre miliari culturali quali gli sbarchi sulla luna (le missioni Apollo), la creazione del personal computer e l'espansione di Internet nonché lo sforzo di sequenziamento chiamato Progetto Genoma Umano. Americani sono anche due padri dell'informatica moderna come Bill Gates e Steve Jobs fondatori di Microsoft e Apple.

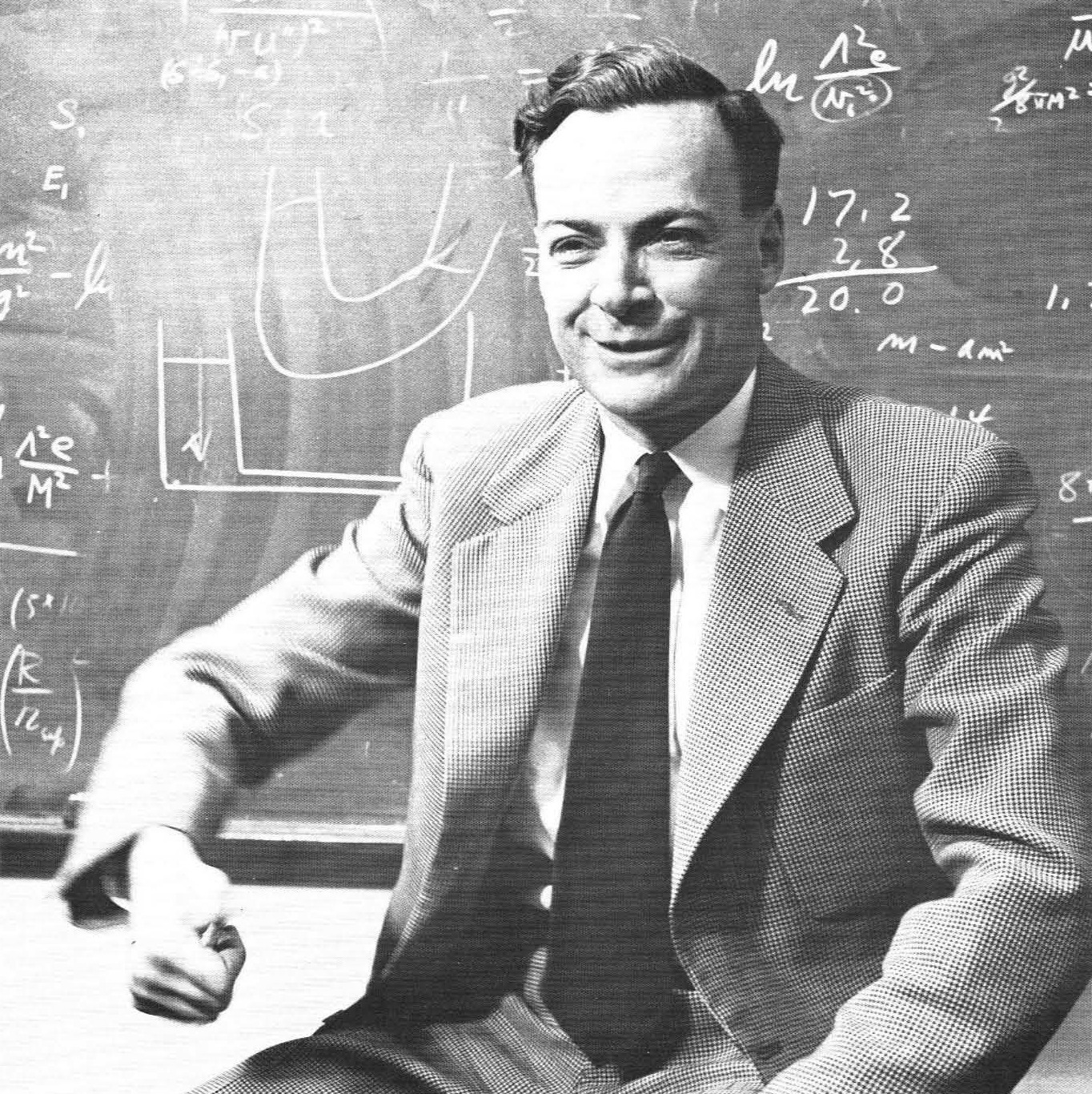
Richard Feynman

Gli Stati Uniti sono sede di importanti centri di ricerca quali: Fermilab, Brookhaven National Laboratory, Bell Laboratories, SLAC e Oak Ridge National Laboratory, Institute for Advanced Study, Los Alamos National Laboratory sede operativa del famoso Progetto Manhattan, che hanno sfornato un gran numero di premi Nobel. Altri centri di ricerca e sviluppo importanti sono la NASA, il NOAA, il NCAR, NCEP e il Massachusetts Institute of Technology (MIT). Scienziati importanti sono stati Benjamin Franklin, Thomas Jefferson, Joseph Henry, Alexander Graham Bell, Arthur Compton, Robert Oppenheimer, Owen Chamberlain, Linus Pauling, Richard Feynman, Carl David Anderson, James Van Allen, Norbert Wiener, John Bardeen, Murray Gell-Mann, Claude Shannon, Harry Nyquist, John Nash ecc...
Nel corso della sua storia, la cultura americana ha ottenuto guadagni significativi attraverso l'immigrazione aperta di scienziati affermati. Antonio Meucci brevettò il primo telefono, lo scienziato tedesco Charles Steinmetz sviluppò nuovi sistemi elettrici a corrente alternata nel 1889; il russo Vladimir Zworykin inventò la macchina da presa nel 1919; il serbo Nikola Tesla brevettò un motore a induzione elettrico basato sulla rotazione dei campi magnetici nel 1888.
Con l'ascesa del nazismo di Adolf Hitler in Germania, un gran numero di scienziati ebrei fuggì dalla Germania ed emigrò negli USA. Tra questi ricordiamo, primo fra tutti, il fisico Albert Einstein, che raggiunse l'America nel 1933. Negli anni durante e dopo la Seconda guerra mondiale, molti scienziati innovativi emigrarono negli Stati Uniti dall'Europa, come John Von Neumann, Kurt Gödel, Alfred Tarski, Emilio Segrè, Bruno Rossi e Enrico Fermi, venuto dall'Italia nel 1938 e che guidò il team di ricerca che produsse la prima reazione nucleare a catena auto-alimentata del mondo. Gli anni del dopoguerra hanno visto molti scienziati, come Wernher von Braun, essere reclutati dagli Stati Uniti come parte dell'Operazione Paperclip.

### Filosofia

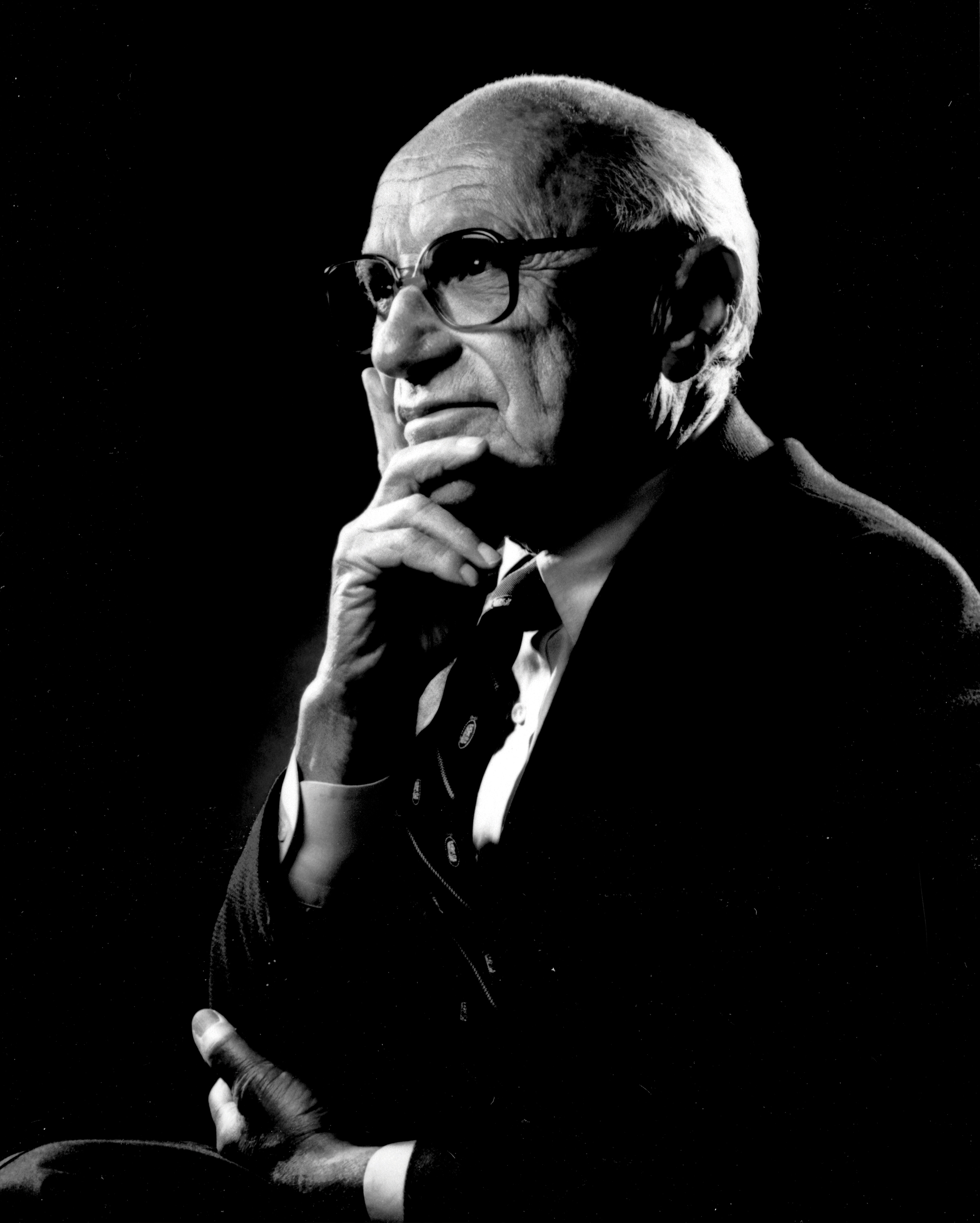
Milton Friedman

Tra i filosofi statunitensi appartenenti alla filosofia moderna e contemporanea troviamo Ralph Waldo Emerson, Thomas Kuhn, Herbert Marcuse, Charles Sanders Peirce, Milton Friedman, Rudolf Carnap, Willard Van Orman Quine, Noam Chomsky ecc...
Ricordiamo anche l'importante figura di George Peabody, considerato il padre della moderna filantropia.

### Arte
Tra i maggiori artisti statunitensi si ricordano Jackson Pollock, Andy Warhol, Frank Lloyd Wright, Edmonia Lewis, ecc...

### Letteratura

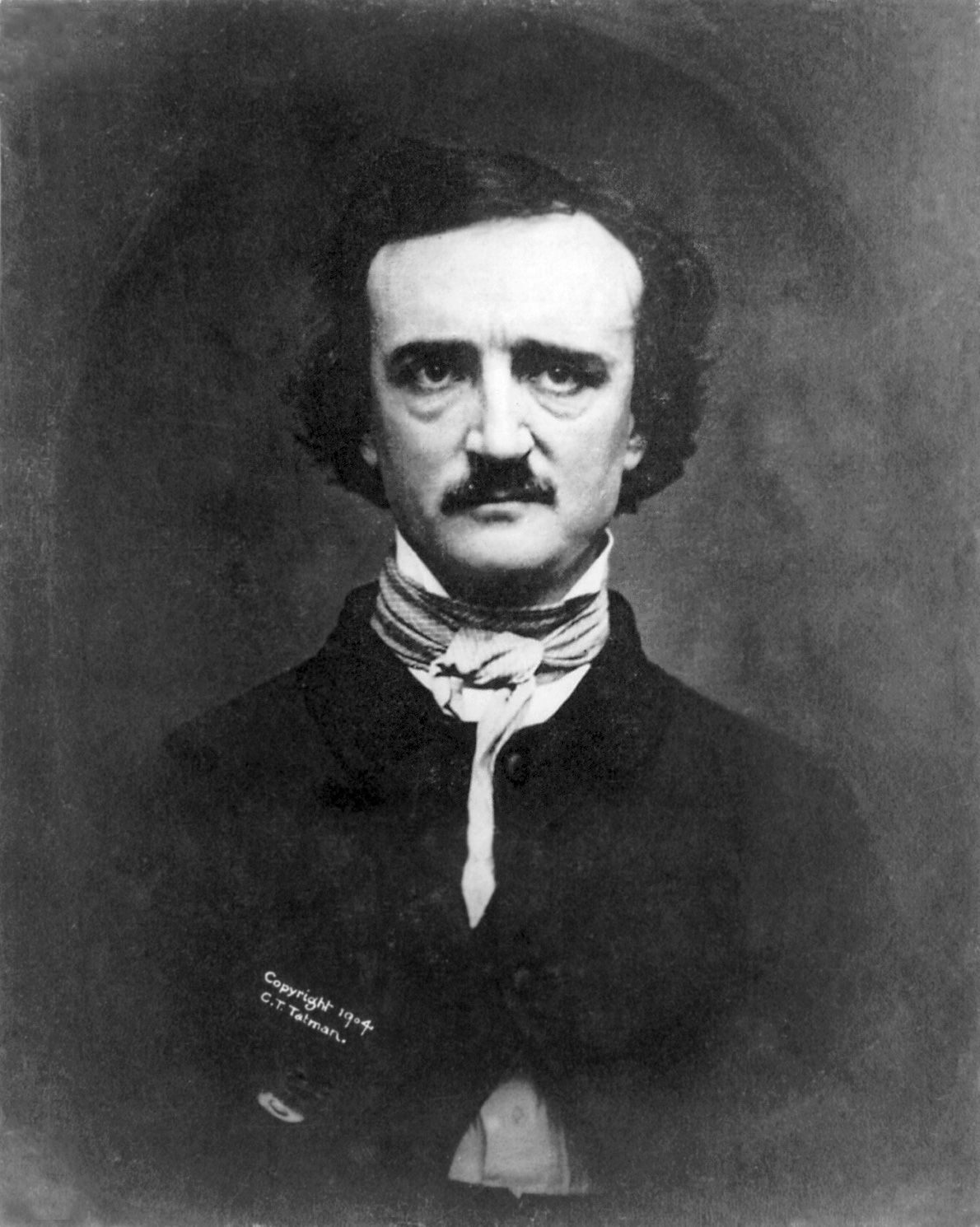
Edgar Allan Poe

Il diritto alla libertà di espressione nella costituzione americana si può far risalire al immigrato tedesco John Peter Zenger e alla sua lotta legale per fare le pubblicazioni veritieri nelle colonie un diritto giuridico tutelato, in ultima analisi, aprendo la strada per i diritti degli autori americani protette.
Nel XVIII e all'inizio del XIX secolo, l'arte e la letteratura americana presero la maggior parte dei propri spunti dall'Europa. Nel corso della sua storia antica, l'America era una serie di colonie britanniche sulla costa orientale degli attuali Stati Uniti. Pertanto, la sua tradizione letteraria iniziale fu legata alla tradizione più ampia della letteratura inglese. Benché molti considerino la letteratura britannica e quella statunitense un unico blocco, tenendo conto che entrambe sono scritte in lingue inglese, le caratteristiche uniche americane e l'ampiezza della sua produzione di solito portano ad una separazione delle due letterature.
I primi scrittori popolari a livello internazionale in America sono stati Washington Irving con la short-story di La leggenda di Sleepy Hollow (1819) e James Fenimore Cooper con L'ultimo dei Mohicani (1826) nel XIX secolo. Hanno dipinto un paesaggio letterario americano pieno di umorismo e avventura. Questi autori sono stati succeduti da Nathaniel Hawthorne, Edgar Allan Poe, Herman Melville, Ralph Waldo Emerson, Henry Wadsworth Longfellow e Henry David Thoreau che hanno stabilito una voce letteraria distintiva americana nella metà del XIX secolo.

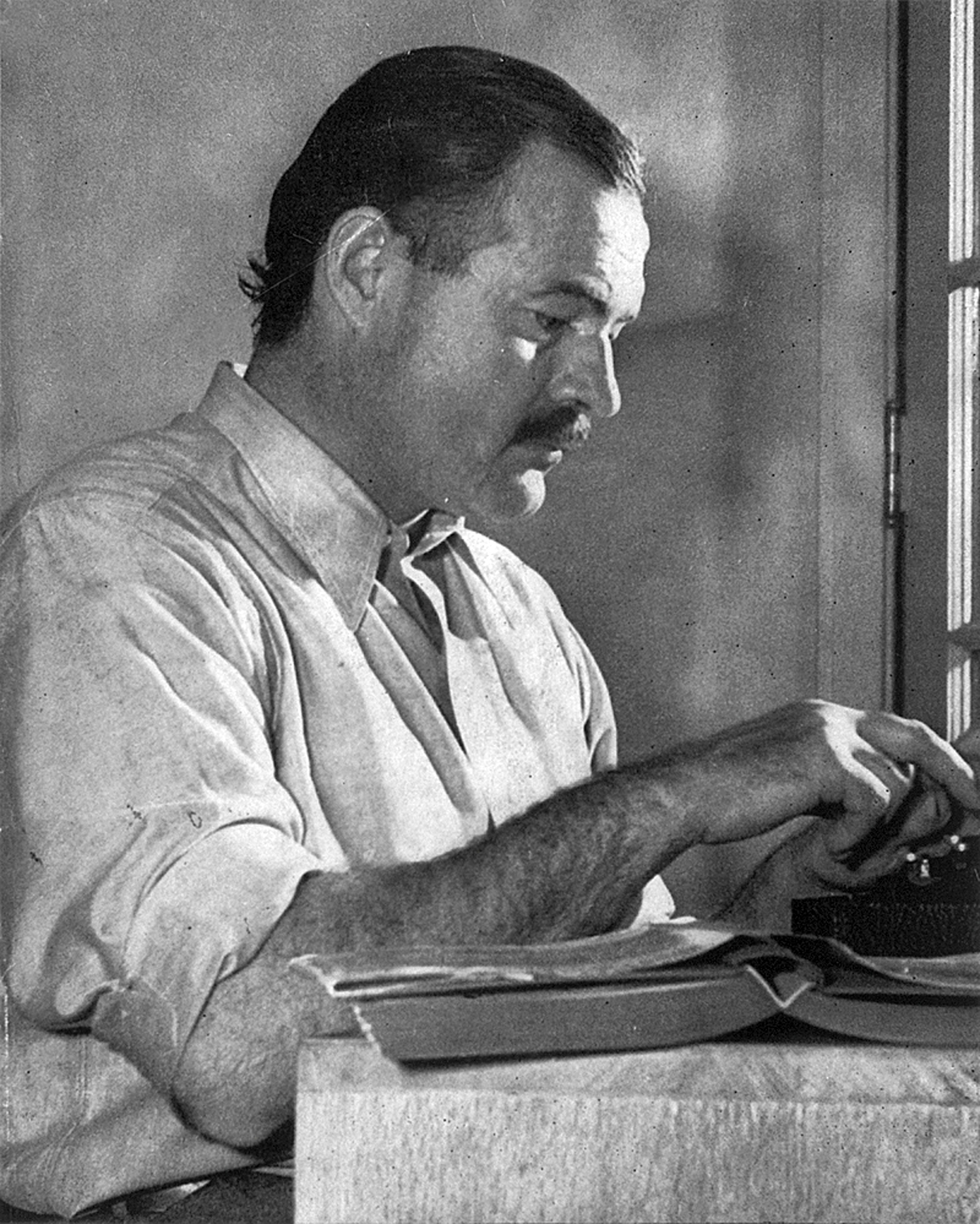
Ernest Hemingway

Mark Twain, Henry James, e il poeta Walt Whitman erano figure importanti nella seconda metà del secolo; Emily Dickinson, praticamente sconosciuta durante la sua vita, sarebbe stata riconosciuta come un altro poeta essenziale dell'America. Undici cittadini americani hanno vinto il premio Nobel per la letteratura, tra cui John Steinbeck, William Faulkner, Eugene O'Neill, Pearl S. Buck, TS Eliot e Sinclair Lewis. Ernest Hemingway, premio Nobel del 1954, viene spesso indicato come uno degli scrittori più influenti del ventesimo secolo [16]. Spesso citato è anche lo scrittore Ray Bradbury.
Opere che hanno catturato gli aspetti fondamentali dell'esperienza nazionale e il carattere statunitense sono, ad esempio, Moby Dick (1851) di Melville, Le avventure di Huckleberry Finn (1885) di Twain e Il grande Gatsby (1925) di Francis Scott Fitzgerald, ognuno dei quali reputato Great American Novel ("Grande Romanzo Americano"). Generi letterari popolari come il romanzo poliziesco sono stati sviluppati negli Stati Uniti. Altri romanzi, come Sulla strada (On the road) di Jack Kerouac, hanno ispirato intere generazioni. Nella seconda parte del XX secolo alcuni autori di romanzi hanno conosciuto fortuna critica internazionale, tra cui Philip Roth, Don DeLillo, Thomas Pynchon e, più di recente, David Foster Wallace e Jonathan Franzen. Per anni sottovalutato dalla critica, Stephen King è stato recentemente rivalutato, sebbene abbia sempre avuto grande successo di pubblico.

### Cinema e televisione

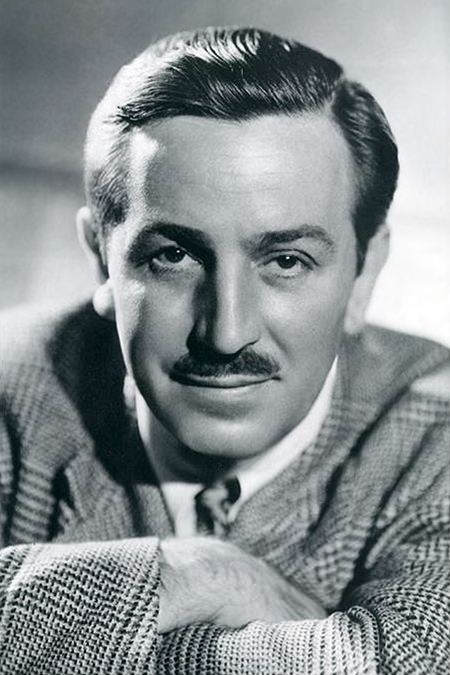
Walt Disney

Gli Stati Uniti sono la patria del cinema moderno con i suoi studi di Hollywood, avendo influenzato profondamente la produzione cinematografica di molti altri stati occidentali e oltre nonché la visione a livello mondiale delle sue produzioni. Tra i cineasti più famosi si ricordano Walt Disney, Alfred Hitchcock, Stanley Kubrick, Woody Allen, Steven Spielberg, George Lucas, Brian De Palma, Robert Zemeckis, Francis Ford Coppola, Martin Scorsese, Michael Cimino, Quentin Tarantino, Joel ed Ethan Coen, Tim Burton ecc. Appartiene alla cultura cinematografica americana e mondiale il Premio Oscar e il Golden Globe con le loro cerimonie di premiazione annuali. Tra le case di produzione cinematografiche si ricordano la 20th Century Fox, la Warner Bros., la Walt Disney Company, Hanna-Barbera.
Tra gli attori più titolati della storia del cinema americano si ricordano Humphrey Bogart, Cary Grant, James Stewart, Marlon Brando, Fred Astaire, Henry Fonda, Clark Gable, James Cagney, James Dean, Steve McQueen, Spencer Tracy, Charlie Chaplin, Oliver Hardy, Gary Cooper, Gregory Peck, John Wayne, Orson Welles, Kirk Douglas, Burt Lancaster, Buster Keaton, Charlton Heston, Anthony Quinn, Paul Newman, Warren Beatty, Robert Redford, Clint Eastwood, Jerry Lewis, Jack Lemmon, Walter Matthau, Katharine Hepburn, Bette Davis, Greta Garbo, Marilyn Monroe, Elizabeth Taylor, Judy Garland, Marlene Dietrich, Ava Gardner, Ginger Rogers, Jane Fonda ecc. Tra gli attori più recenti si ricordano Robert de Niro, Al Pacino, Dustin Hoffman, Robin Williams, Ron Howard, Henry Winkler, John Travolta, Tom Cruise, Mickey Rourke, Mel Gibson, Harrison Ford, Richard Gere, Patrick Swayze, Sylvester Stallone, Steven Seagal, Chuck Norris, Jackie Chan, Bruce Lee, Arnold Schwarzenegger, Morgan Freeman, Leonardo DiCaprio, George Clooney, Johnny Depp, Jodie Foster, Kim Basinger, Julia Roberts, Hilary Swank, Sandra Bullock, Scarlett Johansson, Joe Pesci ecc. Molti di questi sono ricordati nella Hollywood Walk of Fame.

Marilyn Monroe

Molte anche le serie televisive e sitcom storiche andate in onda in tutto il mondo con i loro attori famosi: Le avventure di Rin Tin Tin, Lassie, Happy Days, Charlie's Angels, Furia, La casa nella prateria, Strega per amore, La donna bionica, Super Vicki, Starsky & Hutch, Quando si ama, L'incredibile Hulk, Supercar, A-Team,  McGyver, Magnum, P.I., Perry Mason, La signora in giallo, Colombo, Agli ordini papà, Il mio amico Arnold, Casa Keaton, Genitori in blue jeans, I Robinson, Beautiful, Miami Vice, The Simpson, Willy, il principe di Bel Air, X-Files, Beverly Hills 90210, Dawson's Creek, La signora del West, E.R. - Medici in prima linea, Dr. House - Medical Division, Ugly Betty, Desperate Housewives, Una mamma per amica, Sex and the City, Scrubs - Medici ai primi ferri, Tom & Jerry, Looney Tunes, Merry Melodies, Wile E. Coyote e Beep Beep, Friends. 
Programmi televisivi storici divenuti famosi nel mondo sono: The Oprah Winfrey Show, Muppet Show e David Letterman Show. Famosa in tutto il mondo è l'emittente televisiva CNN.

### Musica

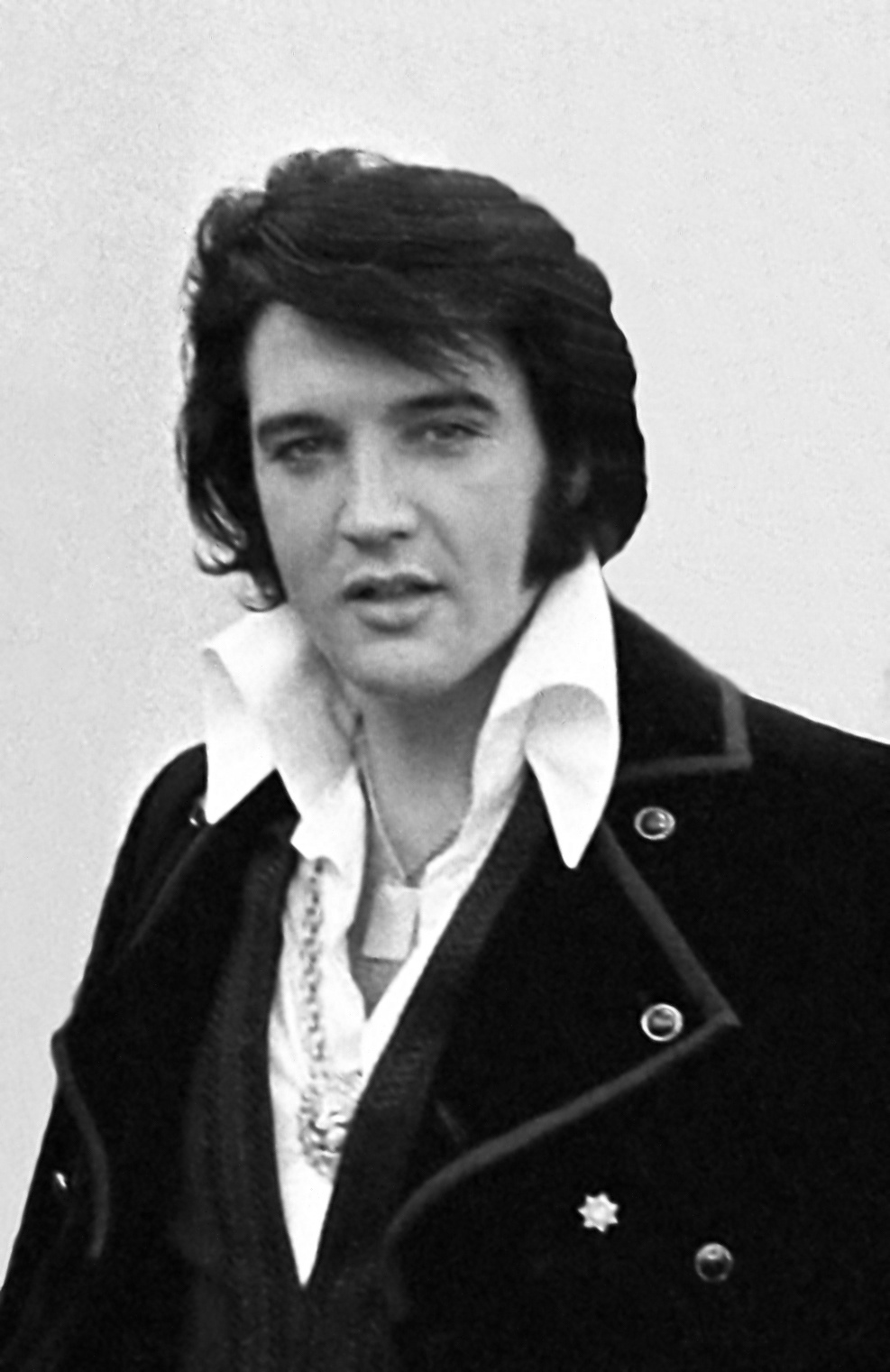
Elvis Presley

Assieme al Regno Unito gli Stati Uniti sono la patria di numerosi generi musicali come rock, pop, folk, country, blues, soul, jazz, dance, gospel, grunge, punk ecc. Numerosi sono gli artisti e i gruppi di fama internazionale che hanno segnato le scene e i palcoscenici musicali di tutto il mondo tra cui si ricordano i The Beach Boys, Eminem, Tupac Shakur, Louis Armstrong, Frank Sinatra, Elvis Presley, Chuck Berry, Jimi Hendrix, Frank Zappa, James Brown, Little Richard, Aretha Franklin, Ray Charles, Bob Dylan, Stevie Wonder, Carlos Santana, Lou Reed, Bruce Springsteen, Prince, Michael Jackson, Madonna, Patti Smith, Tina Turner, Diana Ross, Whitney Houston, The Blues Brothers, The Velvet Underground, The Doors, Guns N' Roses, Eagles, Aerosmith, Metallica, Dream Theater, Talking Heads, Village People, R.E.M., Foo Fighters, Nirvana, The Offspring, Green Day, Alanis Morissette, Sheryl Crow, The Smashing Pumpkins, Red Hot Chili Peppers, Ricky Martin, Mariah Carey, Jennifer Lopez, Beyoncé, Ariana Grande, Miley Cyrus ecc. Molti di questi sono ricordati nella Hollywood Walk of Fame.
Etichette discografiche famose in tutto il mondo sono Universal Music Group (che include Interscope-Geffen-A&M, Decca, Deutsche Grammophon, Interscope, Island, Def Jam, Mercury, Motown, Philips Records, PolyGram e altre), Sony Music (che include RCA Records, Columbia, Epic, Jive, BMG, Syco Entertainment e altre) e Warner Music Group.Eminem

### Sport

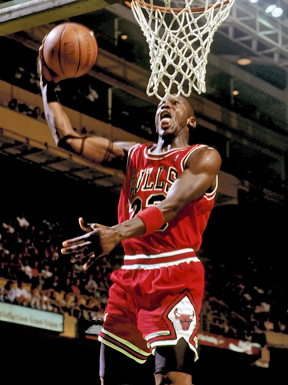
Michael Jordan

Icone dello sport americano note a livello mondiale sono stati: Joe di Maggio, Rocky Marciano, Jake LaMotta, Muhammad Ali, George Foreman, Mike Tyson, Kareem Abdul-Jabbar, Magic Johnson, Larry Bird, Michael Jordan, Patrick Ewing, Hakeem Olajuwon, John Stockton, Scottie Pippen, Karl Malone, Dennis Rodman, Shaquille O'Neal, Kobe Bryant, LeBron James, Arthur Ashe, John McEnroe, Jimmy Connors, Vitas Gerulaitis, Andre Agassi, Jim Courier, Pete Sampras, Michael Chang, Chris Evert, Billie Jean King, Jennifer Capriati, Monica Seles, Lindsay Davenport, Venus Williams, Serena Williams, Tiger Woods, Carl Lewis, Michael Johnson, Maurice Greene, Tim Montgomery, Tyson Gay, Justin Gatlin, Florence Griffith-Joyner, Marion Jones, Bode Miller, Lindsey Vonn, Greg Lemond, Lance Armstrong, Michael Phelps, Ryan Lochte ecc...

### Moda
Il mercato statunitense della moda è uno dei più ricchi al mondo con case di numerosi stilisti anche di provenienza estera. Gli Stati Uniti organizzano inoltre annualmente il concorso di bellezza noto come Miss America.

### Cucina

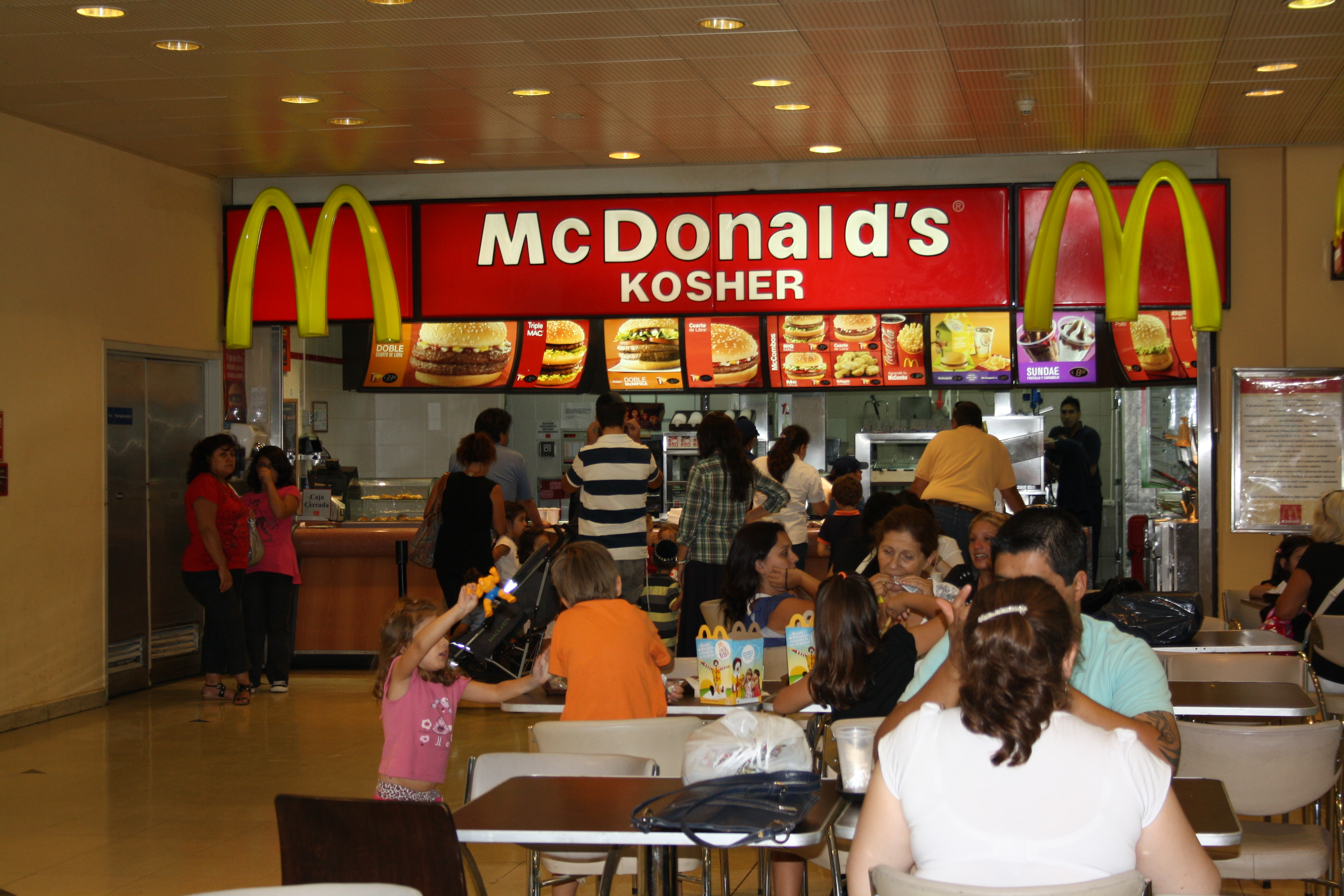
McDonald's

Anche la cucina e la tradizione gastronomica degli Stati Uniti risente dell'influenza multiculturale dei popoli di origine, in particolare quello anglosassone e quello ispanico. Non è infrequente trovare catene di ristorazione afferenti a varie tipi di cucina: cucina messicana, italiana, cinese, spagnola, indiana ecc..
Storicamente gli Stati Uniti sono stati la patria dei fast food, diffusosi poi in tutto il mondo occidentale e oltre con le sue catene di negozi (McDonald's, Burger King, Pizza Hut ecc..).

### Folclore e immaginario collettivo

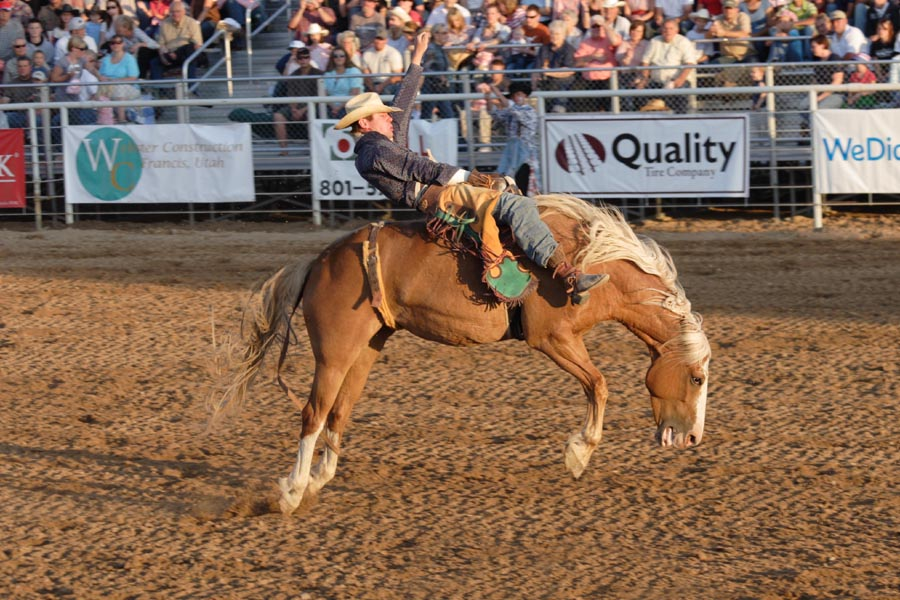
Rodeo

Tipicamente americani sono i Rodei nei ranch, i balli country, le lunghe traversate sulla Route 66, i grattacieli nelle grandi metropoli e le case in legno tipiche del Nord-America (vedi Architettura statunitense), le stesse aree naturali più famose sono assunte a simbolo e monumenti nazionali entrando fortemente nell'immaginario collettivo nazionale ed estero, il patriottismo americano ecc... Tipiche creature leggendarie dalle sembianze umane vengono chiamate Bigfoot.

### Feste nazionali
- 4 luglio: Giorno dell'Indipendenza (Stati Uniti d'America), festa di anniversario della Dichiarazione d'indipendenza dalla Gran Bretagna da parte dei primi stati nazionali (13 colonie).
- Quarto giovedì di novembre: Giorno del ringraziamento.